# Mansuphantes simoni
Mansuphantes simoni là một loài nhện trong họ Linyphiidae.
Loài này thuộc chi Mansuphantes. Mansuphantes simoni được Wladislaus Kulczynski miêu tả năm 1894.